# دنیل بوت

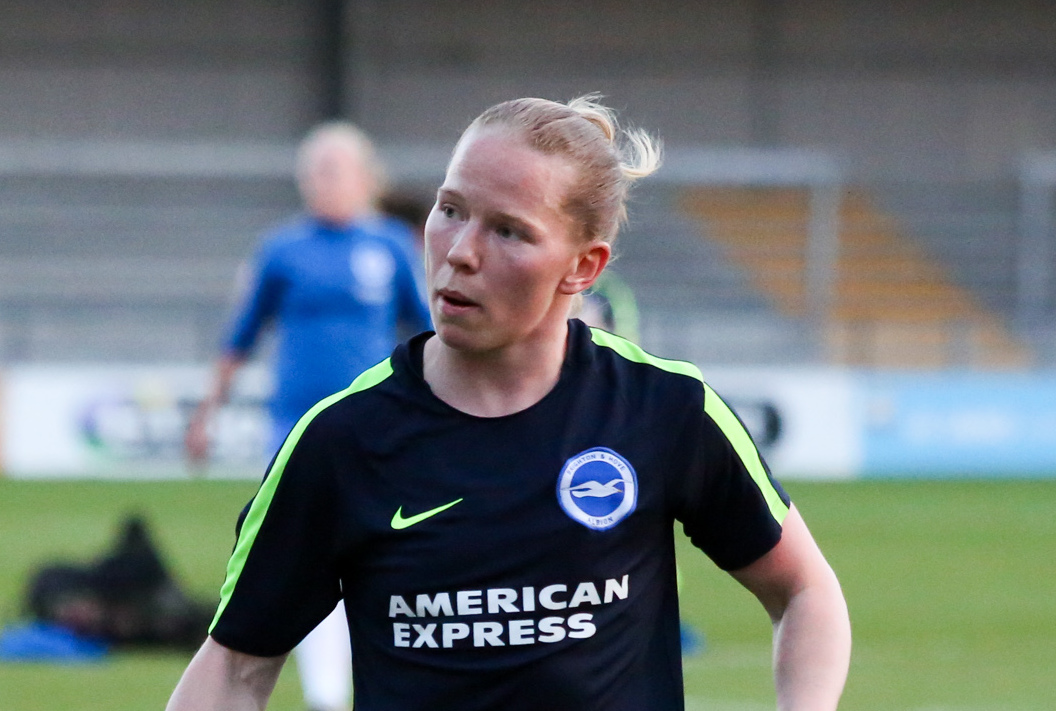
دنیل بوت - ۲۰۱۸

دنیل بوت (انگلیسی: Danielle Buet؛ زادهٔ ۳۱ اکتبر ۱۹۸۸) بازیکن فوتبال اهل بریتانیا است.
او سابقه عضویت در تیم ملی فوتبال زنان انگلستان را داراست.